# Харша (Чандела)
Харша (гінді हर्ष; д/н — 925) — магараджа Джеджа-Бхукті у 905—925 роках. Здобув фактичну незалежність.

## Життєпис
Походив з династії Чандела. Син Рахіли. Спадкував трон 905 року. 912 року допоміг Магіпалі повалити свого брата Бходжу II й захопити трон держави Гуджара-Пратіхарів. За цим одружився з представницею раджпутського клану Чаухан.
Відповідно до фрагментарного напису Кхаджурахо, Харша повернув на трон царя на ім'я Кшитіпаладева (Кшитіпала), якого ототожнюють з Магіпалою I, правителем Гурджара-Пратіхара. Ймовірно, 916 року Харша допоміг останньому відновитися в столиці після того, як 915 року Індра III з Раштракутів, завдав тому тяжкої поразки. З цього часу Харша стає незалежним й примає титул магараджа.
Закріпив свою столицю в Харджуравакака. Продовжив політику попередників на збереження дружніх відносин з династією Калачура, що панувала в державі Чеді-Дагала. Кілька написів нащадків Харші оспівують його, використовуючи загальноприйняті терміни, вихваляючи його за хороші якості, такі як хоробрість, щедрість, скромність і державну мудрість. Припускають, що в середині країни користувався титулами парамабхаттарака, магараджадхіраджа і парамешвара. Втім ймовірніше їх йому приписали нащадки, щоб підтвердити велич Чандела з давен. На це вказує відсутність протистояння з Гуджара-Пратіхара, оскільки вони носили титул магараджадхіраджа. Прийняття подібного Харшею стало би викликом.
Помер 925 року. Йому спадкував син Яшоварман I.